# Заљубљена сирена
Заљубљена сирена (енгл. Aquamarine) амерички је фантастични романтично-хумористички филм из 2006. године редитељке Елизабет Ален Розенбаум, слабо темељен на истоименом роману за младе Алис Хофман. Звезде филма су Ема Робертс, Џоана „ЏоЏо” Левсек и Сара Пакстон. Филм је издат 3. марта 2006. године, дистрибутера 20th Century Fox-а.

## Радња
Најбоље пријатељице, Клер и Хејли, уживају у својим последњим данима летњег распуста заједно у свом градићу на плажи, Бејбриџу, близу Тампе, пре него што се Хејли пресели у Аустралију због мајчиног посла као морског биолога. Хејли се моли богу океана за чудо које ће натерати њену мајку да промени мишљење о пресељењу; минута касније долази до снажне олује.
Следеће ноћи, девојке се ушуњају у локални базен где откривају сирену по имену Аквамарин, коју је олуја донела. Аквамарин се спријатељује са девојкама и објашњава да је побегла од куће због присиле на договорени брак. Да би прекинула веридбу, Аквамарин мора да докаже свом оцу да права љубав постоји.
Аквамарин (која може да промени реп у ноге током дана све док се не покваси) бацила је поглед на Рејмонда, спасиоца у ког су Хејли и Клер заљубљене годинама. Оне су невољне, али када Аквамарин објасни да добијају жељу ако помогну сирени, они се слажу, надајући се да могу спречити Хејлино пресељење.
Пошто Аквамарин није човек, она не разуме како љубав функционише и Рејмонд је одбацује при првом сусрету. Девојке обећавају да ће је натерати да се Рејмонд заљуби у њу у наредна три дана, користећи стратегије које се налазе у тинејџерским часописима. Међутим, на пут долази група популарних девојака на челу са Сесилијом, размаженом ћерком локалног метеоролога, такође заинтересоване за Рејмонда.
Аквамарин и Рејмонд се повезују на локалном плесу, али она је принуђена да оде јер се поново трансформише са заласком Сунца. Пре него што крене, пољуби га и замоли да се ујутро нађе са њом на пристаништу. Сесилија прати три девојке до водоторња у коме борави Аквамарин и открива њену тајну. Уклања мердевине како би спречила Аквамарин да сиђе и позива вести како би је могла разоткрити на националној телевизији. Међутим, градски мистериозни мајстор помаже Аквамарин да побегне и она му испуњава жељу. Сесилијин отац одузима јој аутомобил као казну за срамоту породице на националној телевизији.
Следећег јутра, Аквамарин пита Рејмонда да ли је воли. Рејмонд признаје да му се свиђа, али да се још није заљубио у њу јер су били само на једном састанку и да жели да полако иде с њом. Аквамарин је сломљеног срца, када је Сесилија прекине и гурне у океан, где се Аквамарин поново претвара у сирену. Рејмонд је шокиран, али журно тражи своју спасилачку службу да је спаси, на велико разочарење Сесилије.
Аквамаринин отац дозива огромну олују, одвлачећи Аквамарин назад кући, али Хејли и Клер јој прискачу у океан. Када Аквамарин пита зашто, оне одговарају да је воле. Снага девојачког пријатељства коначно убеђује Аквамариновог оца у постојање праве љубави и олуја се стишава. Девојке добијају њихову жељу, али одлучују да је не искористе да спрече Хејли да се одсели јер се њена мајка трудила око тога. Уместо тога, задржавају жељу и опраштају се од Аквамарин, који обећава да ће их посетити. Рејмонд је замоли да га посети и они се пољубе. Поново на обали, Рејмонд захваљује девојкама на храбрости и што су га упознале са Аквамарин. Хејли и Клер говоре да ће недостајати једна другој и растају се.
У сценској књижици, откривено је да се годину дана касније, Клер, Рејмонд и Аквамарин, састају са Хејли у Аустралији и заједно истражују велики корални гребен.

## Улоге
| Глумац          | Улога          |
| --------------- | -------------- |
| Сара Пакстон    | Аквамарин      |
| Ема Робертс     | Клер Браун     |
| ЏоЏо            | Хејли Роџерс   |
| Џејк Макдорман  | Рејмонд        |
| Аријел Кебел    | Сесилија Банкс |
| Клаудија Карван | Џини Роџерс    |
| Брус Спенс      | Леонард        |
| Тамин Сурсок    | Маржори        |
| Рој Билинг      | Боб Браун      |
| Џулија Блејк    | Меги Браун     |
| Шон Микалеф     | Сторм Банкс    |
| Лулу Маклачи    | Бони           |
| Наташа Канингам | Пати           |
| Дичен Лахман    | Бет            |
| Линколн Луис    | Тео            |